# Lucie Mládenková
Lucie Mládenková (Brázdová) (* 9. srpna 1995) je česká pušková sportovní střelkyně reprezentující klub Olymp MV ČR a držitelka zlaté medaile z Letní univerziády 2019, kde zároveň stanovila nový univerzitní rekord v disciplíně vzduchová puška. Je absolventkou Fakulty sportovních studií MU v Brně, kde vystudovala obor Speciální edukace bezpečnostních složek a v roce 2020 získala bakalářský titul.